# Dmitri Trush
Dmitri Trush (Vorónezh, Rusia, 8 de febrero de 1973) es un gimnasta artístico ruso, campeón olímpico en 1996 en el concurso por equipos.

## 1996
En los JJ. OO. de Atlanta (Estados Unidos) gana el oro en el concurso por equipos, por delante de China (plata) y Ucrania (bronce), siendo sus compañeros de equipo: Yevgueni Podgorny, Nikolái Kriúkov, Alekséi Nemov, Serguéi Járkov, Dmitri Vasilenko y Alekséi Voropáyev.